# The Northman
Pour plus de détails, voir Fiche technique et Distribution.
The Northman, ou L'Homme du Nord au Québec, est un film d'aventure américano-britannique co-écrit et réalisé par Robert Eggers, sorti en 2022.
Le film se déroule au Xe siècle. Amleth, un prince nordique, se lance dans une quête afin de venger la mort de son père, tué par son oncle Fjölnir. Il retrouve sa trace en Islande et se fait passer pour un esclave.

## Synopsis
En 895 apr. J.-C., le roi Horwendil retourne dans son royaume après ses conquêtes d'outre-mer et retrouve sa femme, la reine Gudrún, et son fils et héritier, le prince Amleth. Pour préparer celui-ci à être un jour roi, les deux participent à une cérémonie spirituelle supervisée par le bouffon du roi, Heimir le fou. Le lendemain matin, des guerriers masqués dirigés par le frère d'Horwendil, Fjölnir, leur tendent une embuscade et assassinent le roi. Ayant assisté impuissant au meurtre de son père et après avoir vu son village massacré et sa mère emmenée par son oncle, Amleth s'enfuit en bateau en jurant de venger son père, de sauver sa mère et de tuer Fjölnir.
Des années plus tard, Amleth, devenu adulte, est trouvé par une bande de Vikings et est élevé parmi eux comme un guerrier Berserk. Après une attaque au pays des Rus, Amleth rencontre une voyante dans le temple de Svantovit ; la voyante prédit qu'Amleth se vengera bientôt de Fjölnir et que son chemin est entrelacé avec une jeune fille qui deviendra mère de ses futurs enfants. Amleth apprend que Fjölnir a été renversé par le roi Harald de Norvège et vit en exil en Islande. Se faisant passer pour un esclave, Amleth se faufile à bord d'un navire en direction de l'Islande. Sur le bateau, il rencontre une esclave slave prénommée Olga, qui prétend être une sorcière. À leur arrivée, Amleth et le reste des esclaves sont emmenés à la ferme de Fjölnir, où il est révélé que Gudrún, maintenant la femme de Fjölnir, lui a donné un fils, Gunnar.
Une nuit, Amleth fuit la ferme et rencontre un sorcier, qui facilite un dialogue spirituel entre Amleth et feu Heimir, révélé avoir été également assassiné par Fjölnir. Il parle ensuite à Amleth de Draugr, une épée magique qui ne peut être tirée de son fourreau que la nuit. Amleth entre alors dans un monticule et obtient la lame après avoir combattu un guerrier mort-vivant. Le lendemain, Amleth est sélectionné pour participer à un jeu de knattleikr contre une équipe d'une autre ferme. Le jeu devient violent et Gunnar manque d'être tué après avoir couru dans le jeu, mais Amleth le sauve. En récompense, le fils adulte de Fjölnir, Thorir, lui dit qu'il dirigera désormais les esclaves et lui permet également de choisir une femme.
Pendant les célébrations du soir, Amleth et Olga font l'amour et promettent de travailler main dans la main pour vaincre Fjölnir et ses hommes et sauver Gudrún. Au cours des nuits suivantes, Amleth tue plusieurs des hommes de Fjölnir, et Olga mélange la nourriture des hommes avec un champignon hallucinogène. Le chaos qui s'ensuit permet à Amleth d'entrer dans la maison de Fjölnir. Il y retrouve sa mère, Gudrún, surprise de le découvrir en vie. Alors qu'Amleth lui expose son plan pour la sauver, Gudrún lui révèle une tout autre réalité que celle à laquelle il s'attendait. Plus jeune, elle a été emmenée en esclavage et la conception d'Amleth était le fruit d'un viol. Elle lui révèle également qu'elle a supplié Fjölnir de tuer Horwendil et Amleth, et qu'elle a toujours préféré Fjölnir et son nouveau fils. Elle tente ensuite de séduire Amleth et de le convaincre de la prendre comme sa nouvelle reine. Fou de rage de cette révélation, Amleth part en direction de la hutte de Thorir, tue ce dernier dans son sommeil et lui vole son cœur.
Le lendemain matin, après la découverte du corps de Thorir, Gudrún révèle la véritable identité d'Amleth à Fjölnir et lui demande de le tuer. Fjölnir menace de tuer Olga pour avoir aidé Amleth, mais ce dernier se révèle et propose d'échanger la vie d'Olga contre le cœur de Thorir. Après un passage à tabac sévère, Amleth est libéré de ses liens par un groupe de corbeaux. Olga sauve Amleth de la ferme et les deux s'échappent, prévoyant de rejoindre l'ancien habitat d'Amleth à Orkney. En quittant l'Islande en bateau, Amleth a une vision et apprend qu'Olga est enceinte de jumeaux, dont l'un deviendra le nouveau roi prophétisé par la voyante. Craignant que ses enfants ne soient jamais en sécurité, Amleth décide finalement de retourner en Islande pour tuer son oncle et saute par-dessus bord, malgré les supplications d'Olga pour qu'il reste avec elle.
De retour à la ferme, Amleth libère les esclaves et tue la plupart des hommes de Fjölnir. En cherchant ce dernier, Amleth est attaqué par Gudrún et la tue d'un coup d'épée dans le cœur, la tuant rapidement, laquelle chuchote ses remerciements dans son dernier souffle. Gunnar attaque également Amleth, le poignardant à plusieurs reprises dans le dos avant que ce dernier ne le tue accidentellement. Fjölnir, découvrant les corps de sa femme et son fils sans vie, dit à Amleth de le retrouver aux portes de Hel près d'un cratère volcanique pour résoudre le conflit hors du village. Au volcan, Amleth et Fjölnir s'engagent dans un féroce combat à l'épée au cours duquel Fjölnir est décapité, mais Amleth est mortellement blessé. Alors qu'Amleth agonise, il a une vision future d'Olga embrassant leurs enfants jumeaux avant qu'une valkyrie semble le conduire à travers les portes du Valhalla.

## Fiche technique
Sauf indication contraire, les informations mentionnées dans cette section peuvent être confirmées par la base de données cinématographiques IMDb,  présente dans la section « Liens externes ».
- Titre original et français : The Northman
- Titre québécois : L’Homme du Nord
- Réalisation : Robert Eggers
- Scénario : Robert Eggers et Sjón
- Musique : Robin Carolan et Sebastian Gainsborough
- Direction artistique : Robert Cowper, Paul Ghirardani, Christine McDonagh, John Merry et Hauke Richter
- Décors : Craig Lathrop
- Costumes : Linda Muir
- Montage : Louise Ford
- Photographie : Jarin Blaschke
- Production : Robert Eggers, Mark Huffam, Lars Knudsen, Arnon Milchan et Alexander Skarsgård
- Production déléguée : Thomas Benski, Sam Hanson, Yariv Milchan et Michael Schaefer
- Société de production : New Regency Pictures
- Sociétés de distribution : Focus Features (États-Unis) ; Universal Pictures (France)
- Pays de production :  États-Unis /  Royaume-Uni
- Langues originales : anglais, vieux norrois, proto-slave
- Format : couleur
- Genres : aventure, historique, action
- Durée : 137 minutes
- Dates de sortie :
  - Italie : 1er avril 2022 (avant-première mondiale à Rome)
  - Royaume-Uni : 15 avril 2022
  - États-Unis, Québec : 22 avril 2022
  - France : 11 mai 2022
- Classification :
  - France : Interdit aux moins de 12 ans avec avertissement lors de sa sortie en salle et à la télévision.
  - États-Unis : R (interdit aux moins de 17 ans non accompagnées)

## Distribution
- Alexander Skarsgård (VF : Gilduin Tissier ; VQ : Frédéric Paquet) : Amleth
- Nicole Kidman (VF : Danièle Douet ; VQ : Anne Bédard) : la reine Gudrun, mère de Amleth
- Claes Bang (VF : Julien Meunier ; VQ : Gilbert Lachance) : Fjölnir, le frère du roi Horwendil
- Anya Taylor-Joy (VF : Audrey Sourdive ; VQ : Alice Pascual) : Olga
- Ethan Hawke (VF : Jean-Pierre Michaël ; VQ : Jean-François Beaupré) : le roi Horwendil, père de Amleth
- Björk (VF : Nathalie Homs) : Seeress, la sorcière slave
- Willem Dafoe (VF : Éric Herson-Macarel ; VQ : Sylvain Hétu) : Heimir le fou
- Gustav Lindh (VF : Gauthier Battoue ; VQ : Matis Ross) : Thorir, le fier, fils de Fjölnir
- Kate Dickie : Halldora la Picte
- Ian Gerard Whyte : Thorvaldr
- Murray McArthur : Hakon
- Ísadóra Bjarkardóttir Barney
- Rebecca Ineson : Halla the Maiden
- Elliott Rose (VF : Lucille Boudonnat) : Gunnar, fils de Fjölnir et Gudrun
- Tadhg Murphy (VF : Philippe Bozo) : Eirikr Blaze-Eye
- Ian Whyte : habitant de la butte
- Ingvar Sigurdsson : le sorcier
- Jon Campling : porte-étendard
- Katie Pattinson : une skjaldmö
- Murray McArthur : Hákon Iron-Beard
- Phill Martin (VF : Raphaël Anciaux) : Hallgrimr, le demi-troll
- Olwen Fouéré (VF : Cathy Cerda) : Ashildur Hofgythja
- Eldar Skar (VF : Laurent Maurel ; VQ : Alexandre Fortin) : Finnr
- James Harper-Jones : Vasill
- Ian Gerard Whyte : Thorvaldr
- Luca Evans : Ivan
- Magne Osnes : Berserker Priest
- Faoileann Cunningham : Kormlöth
- Jonas Lorentzen : Eysteinn
- Lily Bird : Maiden King
- Jack Walsh : Hallur Freymundur
- Seamus O'Hara (VF : Günther Germain) : Audunn
- Oscar Novak (VF : Adrien Dussaiwoir ; VQ : Raphaël Bleau) : Amleth, jeune
- Ralph Ineson (VF : Michel Vigné) : le capitaine Volodymyr
- Jack Gassmann : Hjalti
- Kevin Horsham : Völundur the Smith
- Edgar Abram : Hersveinn Battle-Hard

## Production

### Genèse et développement
Le mythe scandinave d'Amleth a inspiré William Shakespeare pour sa pièce Hamlet.

### Distribution des rôles
Alexander Skarsgård, Nicole Kidman, Willem Dafoe et Anya Taylor-Joy font partie de la distribution.
Bill Skarsgård, frère d'Alexander Skarsgård, devait jouer dans le film mais il a décliné le rôle à la suite d'un conflit d’emploi du temps. Son rôle est repris par Gustav Lindh.

### Tournage
Le tournage devait commencer en mars 2020 en Irlande mais est suspendu à cause de la pandémie de Covid-19 dans ce pays. En août 2020, il est annoncé que le tournage vient de débuter en Irlande et Islande. Il se termine en décembre de la même année.
En septembre 2020, Bill Skarsgård annonce lors d'une interview qu'il doit quitter le tournage à cause de la pandémie de Covid-19.

### Musique
La musique du film est composée par Robin Carolan et Sebastian Gainsborough, dont la bande originale sort le 22 avril 2022 par Back Lot Music :
Liste de pistes
1. Approaching Hrafnsey (1:40)
2. The King (1:57)
3. Entering the Temple (1:54)
4. Last Teardrop (3:35)
5. Blood Tree, Part 1 (1:33)
6. Strike, Brother (2:51)
7. Escape (2:19)
8. I Will Avenge You, Father (0:44)
9. The Land of the Rus (1:42)
10. A Burning Barn (1:24)
11. Seeress (3:24)
12. Raven's Omen (2:22)
13. Storm at Sea / Yggdrasill (1:46)
14. Iceland (1:22)
15. I Will Save You, Mother (1:54)
16. Slave Work (0:56)
17. Guðrun (0:54)
18. Follow the Vixen's Tail (1:42)
19. He-Witch (2:29)
20. Draugr (1:01)
21. Mound Dweller (2:55)
22. To the Games (0:42)
23. Birch Woods (1:54)
24. First of Many (1:21)
25. Trollish Sorcery (2:13)
26. Svið Night, Part 1 (1:32)
27. Svið Night, Part 2 (1:42)
28. I Am Your Death (0:56)
29. Come Morning (1:36)
30. I Am His Vengeance (1:19)
31. Óðinn (1:01)
32. Valkyrie (1:09)
33. Vestrahorn (0:39)
34. Hidden Valley (1:03)
35. Blood Tree, Part 2 (0:40)
36. Bloð Inside / I Choose Both (2:09)
37. A Maiden King (1:09)
38. The Wolf Has Grown (2:27)
39. The Gates of Hel / Slain by Iron (2:47)
40. Hekla (2:12)
41. Cut the Thread of Fate (1:13)
42. Make Your Passage / Valhalla (1:36)
43. Ættartré / End Credits (2:27)

## Accueil

### Critique
En France, le site Allociné recense une moyenne des critiques presse de 3,4/5. Sur RottenTomatoes, le film reçoit la mention "Fresh", avec une moyenne des critiques presses de 89%.
Peter Bradshaw de The Guardian note que  « The Northman est une histoire horriblement violente, nihiliste et chaotique ».
Le film devient rapidement très populaire auprès de l'extrême-droite européenne, qui retrouve plusieurs archétypes de la suprématie blanche dans la représentation de la société Viking patriarcale, avec des hommes guerriers et des femmes destinées à être mères au foyer. The Guardian rappelle que l'appropriation de la culture nordique par l'extrême-droite est ancienne, depuis le Troisième Reich, et note des similitudes entre les guerriers berserk combattant torse nu avec des peaux d'animaux du film, et la tenue du militant QAnon Jake Angeli lors de l'assaut du capitole américain le 6 janvier 2021.